# Vladimir Romanovski
Vladimir Romanovski (Slonim 21 juni 1957 - Minsk, 13 mei 2013) is een Sovjet-Wit-Russisch kanovaarder. 
Romanovski won tijdens de Olympische Zomerspelen 1976 de gouden medaille in de K-2 1.000 meter en de zilveren medaille op de K-2 500 meter, beiden samen met Sergej Nagorny.

## Belangrijkste resultaten

### Olympische Zomerspelen
| Editie | Plaats   | Resultaten          |
| ------ | -------- | ------------------- |
| 1976   | Montreal | K-2 1.000m K-2 500m |

### Wereldkampioenschappen vlakwater
| Jaar | Plaats     | Resultaten  |
| ---- | ---------- | ----------- |
| 1977 | Sofia      | K-2 1.000m  |
| 1981 | Nottingham | K-2 10000 m |
| 1982 | Belgrado   | K-4 10000 m |

1936: Alfons Dorfner & Adolf Kainz ·
1948: Hans Berglund & Lennart Klingström ·
1952: Yrjö Hietanen & Kurt Wires ·
1956: Meinrad Miltenberger & Michel Scheuer ·
1960: Gert Fredriksson & Sven-Olov Sjödelius ·
1964: Sven-Olov Sjödelius & Gunnar Utterberg ·
1968: Vladimir Morozov & Aleksandr Sjaparenko ·
1972: Nikolai Gorbatsjov & Viktor Kratasjoek ·
1976: Sergej Nagorny & Vladimir Romanovski ·
1980: Vladimir Parfenovitsj & Sergej Tsjoechrai ·
1984: Hugh Fisher & Alwyn Morris ·
1988: Greg Barton & Norman Bellingham ·
1992: Kay Bluhm & Torsten Gutsche ·
1996: Antonio Rossi & Daniele Scarpa ·
2000: Beniamino Bonomi & Antonio Rossi ·
2004: Henrik Nilsson & Markus Oscarsson ·
2008: Martin Hollstein & Andreas Ihle ·
2012: Rudolf Dombi & Roland Kökény ·
2016: Marcus Groß & Max Rendschmidt ·
2020: Thomas Green & Jean van der Westhuyzen